# 大阪市電11系統
大阪市電11系統は、かつて大阪市交通局が経営していた大阪市営電気鉄道（大阪市電）の運転系統及びその路線名。

## 概要
- 所属車庫：都島車庫
- 色別：■

## 駅一覧
駅一覧は1959年（昭和34年）当時のものである。
| 駅名             | 接続路線 | 道路名                               | 所在地 | 所在地 |
| ---------------- | --- | ------------------------------------ | ------ | ------ |
| 守口駅           | | 国道1号                              | 大阪府 | 守口市 |
| 太子橋駅         | | 国道1号                              | 大阪府 | 大阪市 |
| 今市町駅         | | 城北公園通 大阪市道中津太子橋線      | 大阪府 | 大阪市 |
| 大宮小学校前駅   | | 城北公園通 大阪市道中津太子橋線      | 大阪府 | 大阪市 |
| 大宮町駅         | | 城北公園通 大阪市道中津太子橋線      | 大阪府 | 大阪市 |
| 城北公園前駅     | | 城北公園通 大阪市道中津太子橋線      | 大阪府 | 大阪市 |
| 生江町駅         | | 城北公園通 大阪市道中津太子橋線      | 大阪府 | 大阪市 |
| 赤川町三丁目駅   | | 大阪市道赤川天王寺線                 | 大阪府 | 大阪市 |
| 赤川町一丁目駅   | | 大阪市道赤川天王寺線                 | 大阪府 | 大阪市 |
| 高倉町三丁目駅   | | 大阪市道赤川天王寺線                 | 大阪府 | 大阪市 |
| 高倉町二丁目駅   | | 大阪市道赤川天王寺線                 | 大阪府 | 大阪市 |
| 高倉町一丁目駅   | | 大阪市道赤川天王寺線                 | 大阪府 | 大阪市 |
| 都島本通駅       | 大阪市電：都島中通方面 | 都島通 大阪市道大阪環状線            | 大阪府 | 大阪市 |
| 都島車庫前駅     | | 都島通 大阪市道大阪環状線            | 大阪府 | 大阪市 |
| 淀川駅           | | 都島通 大阪市道大阪環状線            | 大阪府 | 大阪市 |
| 長柄国分寺駅     | | 都島通 大阪市道大阪環状線            | 大阪府 | 大阪市 |
| 天神橋筋六丁目駅 | 大阪市電：浮田町・天神橋筋七丁目方面 京阪神急行電鉄：千里山線 阪神電気鉄道：阪神国道線                                                                   | 天神橋筋 大阪府道14号大阪高槻京都線  | 大阪府 | 大阪市 |
| 天神橋筋五丁目駅 | | 天神橋筋 大阪府道14号大阪高槻京都線  | 大阪府 | 大阪市 |
| 天神橋筋四丁目駅 | | 天神橋筋 大阪府道14号大阪高槻京都線  | 大阪府 | 大阪市 |
| 扇橋駅           | |                                      | 大阪府 | 大阪市 |
| 寺町駅           | |                                      | 大阪府 | 大阪市 |
| 南森町           | 大阪市電：河内町・梅が枝町方面 | 天神橋筋 大阪府道102号恵美須南森町線 | 大阪府 | 大阪市 |
| 鳴尾町駅         | | 堺筋 大阪府道102号恵美須南森町線     | 大阪府 | 大阪市 |
| 樋の上町駅       | | 堺筋 大阪府道102号恵美須南森町線     | 大阪府 | 大阪市 |
| 北浜二丁目駅     | 大阪市電：天神橋・北浜三丁目方面 | 堺筋 大阪府道102号恵美須南森町線     | 大阪府 | 大阪市 |
| 高麗橋駅         | | 堺筋 大阪府道102号恵美須南森町線     | 大阪府 | 大阪市 |
| 平野町駅         | | 堺筋 大阪府道102号恵美須南森町線     | 大阪府 | 大阪市 |
| 本町二丁目駅     | 大阪市電：本町一丁目・本町三丁目方面 | 堺筋 大阪府道102号恵美須南森町線     | 大阪府 | 大阪市 |
| 南久宝寺町駅     | | 堺筋 大阪府道102号恵美須南森町線     | 大阪府 | 大阪市 |
| 長堀橋駅         | 大阪市電：末吉橋・三休橋方面 | 堺筋 大阪府道102号恵美須南森町線     | 大阪府 | 大阪市 |
| 清水町駅         | | 堺筋 大阪府道102号恵美須南森町線     | 大阪府 | 大阪市 |
| 八幡筋駅         | | 堺筋 大阪府道102号恵美須南森町線     | 大阪府 | 大阪市 |
| 道頓堀駅         | | 堺筋 大阪府道102号恵美須南森町線     | 大阪府 | 大阪市 |
| 日本橋筋一丁目駅 | 大阪市電：下寺町・千日前方面 | 堺筋 大阪府道102号恵美須南森町線     | 大阪府 | 大阪市 |
| 日本橋筋二丁目駅 | | 堺筋 大阪府道102号恵美須南森町線     | 大阪府 | 大阪市 |
| 日本橋筋三丁目駅 | 大阪市電：難波駅前方面 | 堺筋 大阪府道102号恵美須南森町線     | 大阪府 | 大阪市 |
| 日本橋筋四丁目駅 | | 堺筋 大阪府道102号恵美須南森町線     | 大阪府 | 大阪市 |
| 日本橋筋五丁目駅 | | 堺筋 大阪府道102号恵美須南森町線     | 大阪府 | 大阪市 |
| 恵美須町駅       | 大阪市電：天王寺公園前・戎神社前方面 南海電気鉄道：阪堺線                                                                                                | 堺筋 大阪府道102号恵美須南森町線     | 大阪府 | 大阪市 |
| 霞町駅           | 大阪市営地下鉄：1号線 南海電気鉄道：阪堺線（南霞町停留場）                                                                                               | 堺筋 大阪府道102号恵美須南森町線     | 大阪府 | 大阪市 |
| 動物園前駅       | |                                      | 大阪府 | 大阪市 |
| 阿倍野橋駅       | 大阪市電：南河堀町・天王寺西門前方面 大阪市営地下鉄:1号線 日本国有鉄道：関西本線・城東線・阪和線 近畿日本鉄道：南大阪線 南海電気鉄道：天王寺支線・上町線 |                                      | 大阪府 | 大阪市 |